# 姚景源
姚景源（1950年10月—），男，生于吉林长春，祖籍山东昌邑，中国经济学家，曾任安徽省统计局局长、党组书记，国家统计局总经济师、新闻发言人，现任国务院参事室特约研究员。